# Yolkonak
Yolkonak (kurmandschi: Hacrê) ist ein jesidisches Dorf im Südosten der Türkei. Das Dorf liegt ca. 3 km nordöstlich von Beşiri im gleichnamigen Landkreis Beşiri in der Provinz Batman. Der Ort befindet sich in Südostanatolien.

## Geschichte und Bevölkerung
Der ursprüngliche Name des Dorfes lautet Hacrê. Durch die Türkisierung geographischer Namen in der Türkei wurden die Dörfer umbenannt. Das Dorf hatte ausschließlich jesidische Bevölkerung.
Laut dem Jahrbuch der Provinz Siirt von 1973 lebten 232 Menschen in dem Dorf. Im Jahr 2008 lebte nur eine jesidische Familie im Dorf.